# أبو صخرة (الرقة)
أبو صخرة قرية سورية تتبع ناحية الجرنية في منطقة الثورة في محافظة الرقة. بلغ عدد سكانها 730 نسمة في عام 2004 حسب إحصاء المكتب المركزي للإحصاء.